# 刘事青
刘事青（1964年9月—），男，汉族，湖南永州人，中华人民共和国政治人物，中国共产党党员，第十三届全国人民代表大会湖南地区代表。

## 生平
刘事青早年在郴州地区农机学校农机化专业学习，毕业后被分配到双牌县农机局工作，此后出任双牌县人民政府办综合组组长，中共塘底乡党委副书记，副乡长，并主持乡政府全面工作，五里牌乡党委副书记，零陵地委政研室副科级、正科级研究员，一科科长、零陵团地委副书记、书记，永州团市委书记，蓝山县委副书记、蓝山县人民政府县长，中共蓝山县委书记，刘事青主政蓝山期间，蓝山县作为接受珠三角产业转移的重点县市，有力地吸引了毛纺加工企业的落户发展、也带动了该县相应的出口贸易产业的发展。
2005年升任中共永州市委常委、政法委书记，2006年，改任永州市人民政府副市长、市政府党组副书记。2008年改任湖南省农业厅党组成员，副厅长、湖南省原油成品油生产和供应保障领导小组成员。
2010年，出任中共娄底市委副书记，中共双峰县委书记，2011年不再兼任双峰县委书记。2013年，改任中共邵阳市委副书记，2016年4月升任邵阳市人民政府市长。
2018年2月24日，当选为第十三届全国人大代表。
2021年，改任中共湖南省委统战部副部长、省工商联党组书记。